# William Frederick Denning

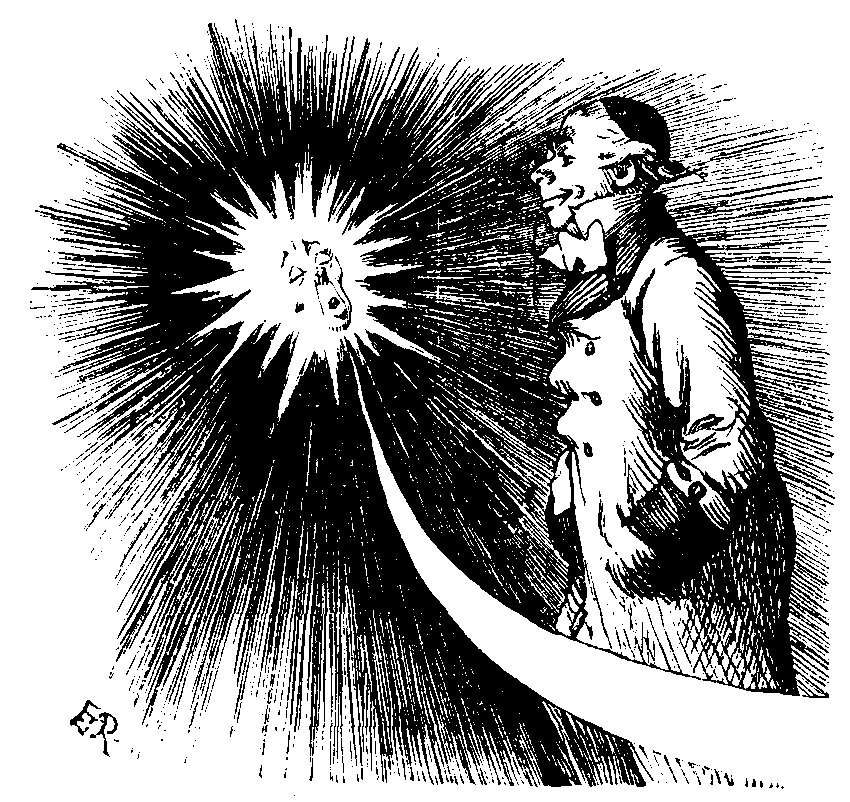
Karykatura Williama Denninga zamieszczona w czasopiśmie „Punch” vol. 102, 9 kwietnia 1892, nawiązująca do doniesienia gazety The Times o odkryciu przez Denninga "malutkiej komety" 18 marca 1892 w Bishopton koło Bristolu

William Frederick Denning (ur. 25 listopada 1848, zm. 9 czerwca 1931) – brytyjski astronom.
Denning poświęcił wiele czasu na poszukiwanie komet i odkrył kilka z nich, w tym komety okresowe 72P/Denning-Fujikawa oraz 489P/Denning, która na ponad 100 lat została zgubioną. Ta ostatnia była ostatnią kometą odkrytą na brytyjskiej ziemi, aż do czasu odkryć dokonywanych przez George'a Alcocka.
Denning prowadził również badania meteorów i gwiazd nowych, odkrywając Nową Łabędzia 1920 (V476 Cygni). Został laureatem Złotego Medalu Królewskiego Towarzystwa Astronomicznego w 1898 roku.
Na jego cześć nazwane są kratery na Marsie i Księżycu.